# Роминь (Нямц)
Роминь, Ромині (рум. Români) — село у повіті Нямц в Румунії. Входить до складу комуни Роминь.
Село розташоване на відстані 265 км на північ від Бухареста, 28 км на південний схід від П'ятра-Нямца, 79 км на південний захід від Ясс.

## Населення
За даними перепису населення 2002 року у селі проживали 1122 особи, усі — румуни. Усі жителі села рідною мовою назвали румунську.